# Sigmund Lautenburg

Sigmund Lautenburg

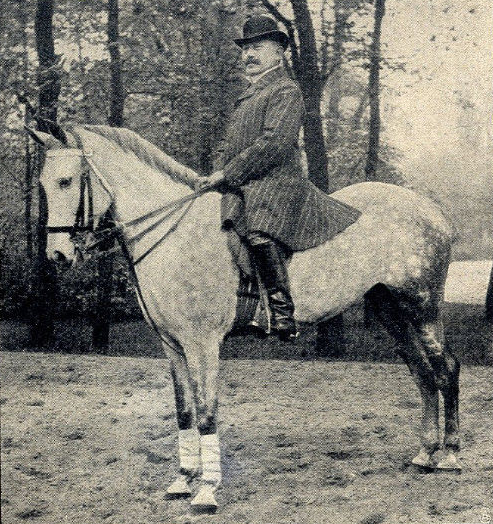
Theaterdirektor Sigmund Lautenburg reitet im Berliner Tiergarten, 1906

Sigmund Lautenburg (* 11. September 1851 in Pest; † 21. Juli 1918 in Marienbad) war ein österreichischer Theater-Schauspieler, -Regisseur und Theaterdirektor.

## Leben und Wirken
Lautenburg war der Sohn eines jüdischen Fabrikanten; er absolvierte das Gymnasium in Wien, musste jedoch aufgrund der Einkommensverhältnisse seiner Eltern von der Schule abgehen und trat dann in das Bankgeschäft ein. Daneben betätigte er sich als Schauspieler. Ein Onkel brachte ihn dann nach Wien, wo er seine Schulausbildung am Akademischen Gymnasium fortsetzte; aber auch hier war das Theater für ihn eine größere Anziehungskraft als die Schule. Unter diesen Umständen entschloss er sich, sich ganz der dramatischen Kunst zu widmen. Er bekam eine Ausbildung durch die Schauspieler A. v. Sonnenthal und Ujházy; Ende 1871 debütierte er in Neusohl (Slowakei) als Ferdinand in „Kabale und Liebe“. Nach Ableistung seines Militärdienstes spielte er (Intriguants und Charakterrollen) 1873/74 am Urania-Theater in Hamburg, 1874/75 in Barmen, 1876/77 in Elberfeld, 1875/76 am Deutschen Theater in Pest, 1877/78 in Jena, 1878–80 am Ostend-Theater in Berlin, unter Laune 1880/81 am Wiener Stadttheater und 1881/82 in Stettin.
Schon seit seinem Jenaer Engagement war Lautenburg auch als Regisseur tätig; 1882 wurde er Direktor des Elysium-Theaters in Stettin, 1883 des Deutschen Theaters in Amsterdam, 1884 des Tivoli-Theaters in Bremen, 1885 des Lübecker Stadttheaters und 1886 des Residenz-Theaters in Hannover. 1887–1904 leitete er (1897/98 unterbrochen durch eine Vertretungstätigkeit am Neuen Theater in Berlin) das Residenztheater in Berlin. Unter seiner, auch neueren Strömungen aufgeschlossenen Leitung wurden in diesen Jahren am Residenz-Theater neben französischen Gesellschaftsstücken etwa von Alexandre Bission oder Georges de Porto-Riche („Verliebt“) u. a. auch Werke von Tolstoi, August Strindberg, Henrik Ibsen und Max Halbe aufgeführt. So hat er als erster in Deutschland Halbes „Jugend“ und Ibsens „Wildente“ aufgeführt. 1907 übernahm Lautenburg die Direktion des Raimundtheaters in Wien, die er aber trotz künstlerischer Anerkennung bereits nach sechs Wochen auf Grund finanzieller Schwierigkeiten niederlegte. 1915/16 organisierte und leitete er Frontgastspiele in Polen und Russland. Im Winter 1917/18 stand er im Rahmen eines Ehrengastspiels am Berliner Königlichem Schauspielhaus das letzte Mal auf der Bühne. Lautenburg war auch als Übersetzer französischer Bühnenstücke tätig, wie Octave Feuillets Lustspiel Scylla und Charybnis (erschienen bei Reclam 1907).
Die Schaubühne äußerte sich 1906 kritisch über Sigmund Lautenburg: „...[einen] vor dem künstlerisch Abscheulichen unwillkürlich zurückbebenden Geschmack hat der Typ Lautenburg natürlich nicht.“

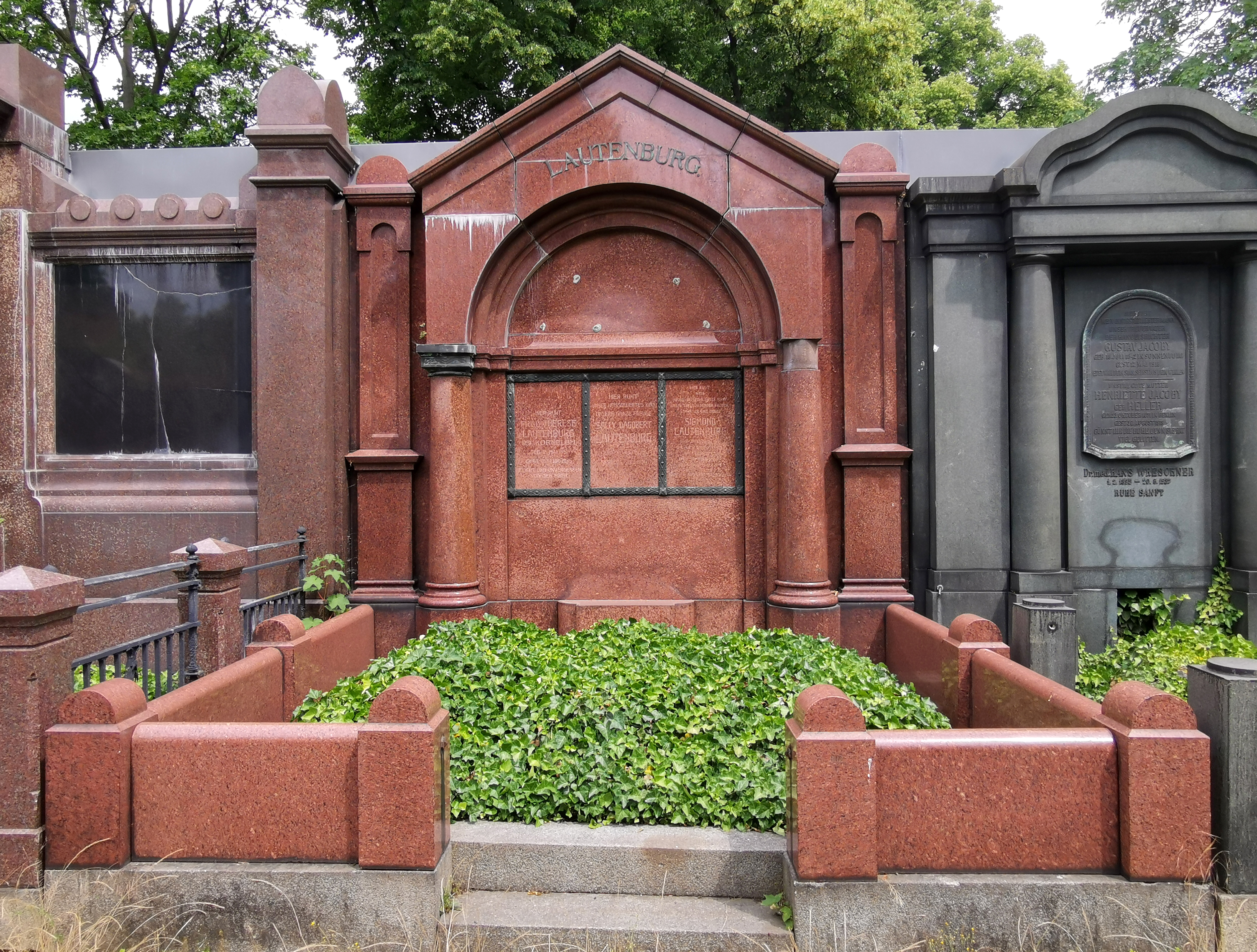
Grabstelle auf dem Jüdischen Friedhof Berlin-Weißensee

Sigmund Lautenburg war mit Therese Kornblum (1851–1935) verheiratet. Sie wurden beide auf dem Jüdischen Friedhof Berlin-Weißensee beerdigt (Feld WT 1).